# 핵 (비디오 게임)
핵(Hack)은 게임플레이 요소들로서 상점을 도입하고 몬스터, 아이템을 확장한 1984년 로그라이크 비디오 게임이다. 나중에 넷핵의 토대가 되었다.

## 역사
핵은 1982년에 링컨-서드버리 지역 고등학교에서 재학 중인 당시 케니 우들랜드, 마이크 톰, 조나단 페인의 도움을 받아 Jay Fenlason에 의해 개발되었다. 상당히 확장된 버전이 1984년 Andries Brouwer에 의해 유즈넷에 처음 공개되었다.
핵의 파생판 넷핵은 1987년 출시되었다.

## 인터페이스

### 일반적인 핵 세션
| You hear some noises in the distance. # ------ \|....\| ----- ##+....\| \|..$+# \|...<\| +...\|# \|....\| \|...\|############### ------ \|...\|# #-----+----- \|..%\|## #\|.........\| # -----# #\|.[......%L -+---- ############## #\|.........\| \|....\| # #+@........\| \|....+#### ##----------- \|....\| \|....+ ------ Level 1 Hp 15(15) Ac 9 Str 16 Exp 1 |

| @ | 플레이어 캐릭터  |
| + | 문               |
| $ | 금               |
| % | 음식             |
| L | 몬스터           |
| [ | 아머             |
| # | 통로             |
| < | 위로 향하는 계단 |